# 相生町 (横浜市)
相生町（あいおいちょう）は、神奈川県横浜市中区の町名。住居表示未実施で、現行行政地名は相生町。「字丁目」として1丁目から6丁目までが設けられている。

## 地理
横浜の関内地区に南東－北西に走る南東方向一方通行の相生町通りに沿った約700mの細長い町域を持ち、南東が1丁目となる。南東はみなと大通をはさんで横浜公園に接し、北東は太田町、南西は住吉町にはさまれる。各丁目の境には、1・2丁目境にベイスターズ通、2・3丁目境に関内桜通、3・4丁目境に関内大通（神奈川県道21号横浜鎌倉線）、4・5丁目境に馬車道、5・6丁目境に博物館通が横切る。明治時代からの横浜中心部のビジネス街であり、オフィスビルや、4・5丁目を中心に飲食店も多い。

## 歴史
1850年（嘉永3年）から1856年（安政3年）にかけて太田屋新田として開拓された土地で、1867年（慶応3年）に伊藤清十郎により埋め立てられ、街並みが形成された。1871年（明治4年）に起立し、1・2丁目が置かれた。1872年に高島嘉右衛門が市場を開設（1874年に港町に移転）。1873年に相生町3丁目より出火し、1557棟を焼く大火となった。消失した地区の再測量を行い、新浜町・若松町・緑町・高砂町・小松町・小舟町・駒形町を廃止し、相生町・尾上町・住吉町・常磐町・真砂町・港町に振り分けた。1889年4月1日に横浜市に市制される。町名は、謡曲の『高砂』から採られた。縁起を祝って付けられた、瑞祥地名である。

### 治安・風紀の維持
2022年（令和4年）11月1日より、相生町1丁目から6丁目は神奈川県暴力団排除条例に基づき暴力団排除特別強化地域に指定されることとなった。地域内では飲食店などの特定営業者と暴力団員との間でみかじめ料のやりとりや用心棒などの役務提供・依頼などが禁止され、違反者は金銭の支払いや役務を依頼した側であっても懲役1年以下または罰金50万円以下の罰則が科される。

## 世帯数と人口
2025年（令和7年）6月30日現在（横浜市発表）の世帯数と人口は以下の通りである。
| 丁目        | 世帯数  | 人口  |
| ----------- | ------- | ----- |
| 相生町1丁目 | 78世帯  | 106人 |
| 相生町2丁目 | 70世帯  | 78人  |
| 相生町3丁目 | 116世帯 | 140人 |
| 相生町4丁目 | 27世帯  | 32人  |
| 相生町5丁目 | 7世帯   | 10人  |
| 相生町6丁目 | 65世帯  | 67人  |
| 計          | 363世帯 | 433人 |

### 人口の変遷
国勢調査による人口の推移。
| 年                 | 人口 |
| ------------------ | ---- |
| 1995年（平成7年）  | 112  |
| 2000年（平成12年） | 58   |
| 2005年（平成17年） | 236  |
| 2010年（平成22年） | 135  |
| 2015年（平成27年） | 222  |
| 2020年（令和2年）  | 444  |

### 世帯数の変遷
国勢調査による世帯数の推移。
| 年                 | 世帯数 |
| ------------------ | ------ |
| 1995年（平成7年）  | 58     |
| 2000年（平成12年） | 29     |
| 2005年（平成17年） | 138    |
| 2010年（平成22年） | 105    |
| 2015年（平成27年） | 188    |
| 2020年（令和2年）  | 371    |

## 学区
市立小・中学校に通う場合、学区は以下の通りとなる（2024年11月時点）。
| 丁目        | 番地 | 小学校             | 中学校                 |
| ----------- | ---- | ------------------ | ---------------------- |
| 相生町1丁目 | 全域 | 横浜市立本町小学校 | 横浜市立横浜吉田中学校 |
| 相生町2丁目 | 全域 | 横浜市立本町小学校 | 横浜市立横浜吉田中学校 |
| 相生町3丁目 | 全域 | 横浜市立本町小学校 | 横浜市立横浜吉田中学校 |
| 相生町4丁目 | 全域 | 横浜市立本町小学校 | 横浜市立横浜吉田中学校 |
| 相生町5丁目 | 全域 | 横浜市立本町小学校 | 横浜市立横浜吉田中学校 |
| 相生町6丁目 | 全域 | 横浜市立本町小学校 | 横浜市立横浜吉田中学校 |

## 事業所
2021年現在の経済センサス調査による事業所数と従業員数は以下の通りである。
| 丁目        | 事業所数  | 従業員数 |
| ----------- | --------- | -------- |
| 相生町1丁目 | 110事業所 | 691人    |
| 相生町2丁目 | 77事業所  | 385人    |
| 相生町3丁目 | 61事業所  | 1,148人  |
| 相生町4丁目 | 67事業所  | 342人    |
| 相生町5丁目 | 82事業所  | 281人    |
| 相生町6丁目 | 76事業所  | 1,318人  |
| 計          | 473事業所 | 4,165人  |

### 事業者数の変遷
経済センサスによる事業所数の推移。
| 年                 | 事業者数 |
| ------------------ | -------- |
| 2016年（平成28年） | 422      |
| 2021年（令和3年）  | 473      |

### 従業員数の変遷
経済センサスによる従業員数の推移。
| 年                 | 従業員数 |
| ------------------ | -------- |
| 2016年（平成28年） | 3,544    |
| 2021年（令和3年）  | 4,165    |

## 施設
- 横浜市歯科保健医療センター

## その他

### 日本郵便
- 郵便番号：231-0012[3]（集配局：横浜港郵便局[19]）

### 警察
町内の警察の管轄区域は以下の通りである。
| 番・番地等 | 警察署       | 交番・駐在所 |
| ---------- | ------------ | ------------ |
| 全域       | 加賀町警察署 | 尾上町交番   |